# RADI-MOTT!
『RADI-MOTT!』（ラジモット）は、2012年4月2日からエフエム青森（AFB）で放送されている夕方のワイド番組である。

## 概要
エフエム青森開局25周年を記念し、前番組『IT'S MY RADIO!』をリニューアルする形でスタート。『IT'S MY RADIO!』時代と同様、ニュース・天気予報・交通情報などのワイド番組恒例の情報コーナー、パーソナリティが選んだ曲やリスナーからのリクエスト曲を掛ける音楽コーナー、コミュニティFMとの2局同時生放送のコーナーなどで構成されている。
2015年4月から2016年3月までは、月曜 - 木曜 18:05 - 18:20の時間帯にジャパンエフエムネットワーク (JFNC) 製作の『News Delivery -Evening Edition-』を部分的にネットしていた。エフエム青森は、レギュラーネット開始前の2014年12月29日から12月31日にも『News Delivery』を18:20 - 18:55に特別ネットしたことがあるが、この時には本番組とは無関係の番組として放送した（『News Delivery』放送のため、本番組が35分短縮となった）。内容は「サルベージミュージック」のコーナーが中心であった。

## パーソナリティ

### 現在
2025年4月時点でのデータを記載
- 月曜：斗澤やすあき

- 火曜：柳澤ふじこ

- 水曜：中里玲奈

- 木曜：鈴木耕治、実土里(ライスボール)

- 金曜：里村好美、d-iZe(ダイズ)

過去
2023年3月時点でのデータを記載。
- 月曜：中里玲奈
- 火曜：柳澤ふじこ
- 水曜：里村好美
- 木曜：中里玲奈　実土里（ライスボール）
- 金曜：里村好美　d-iZe

### 過去
（放送開始 - 2013年3月29日）
- 月曜：鈴木耕治、張間陽子
- 火曜：横山琢巳、張間陽子
- 水曜：里村好美、稲葉みどり
- 木曜：平山早苗、稲葉みどり
- 金曜：横山琢巳、張間陽子

（2013年4月3日 - 2013年8月30日）
- 水曜：平山早苗、里村好美
- 金曜：横山琢巳、里村好美

（2013年9月2日 - 2014年3月31日）
- 月曜：鈴木耕治
- 火曜：横山琢巳
- 水曜：平山早苗、工藤良子
- 木曜：平山早苗、稲葉みどり
- 金曜：横山琢巳、工藤良子

（2014年4月1日 - 2015年3月31日）
- 月曜：鈴木耕治、工藤良子
- 火曜：平山早苗、里村好美
- 水曜：平山早苗、稲葉みどり
- 木曜：里村好美、稲葉みどり
- 金曜：鈴木耕治、工藤良子

（2015年4月1日 - 時期不明）
- 月曜：里村好美
- 火曜：工藤良子
- 水曜：里村好美
- 木曜：工藤良子
- 金曜：鈴木耕治

## 放送時間
いずれも日本標準時。
- 月曜 - 木曜 16:55 - 18:55、金曜 16:00 - 18:55 （2012年4月2日 - 2014年3月31日）
- 月曜 - 木曜 16:50 - 18:55、金曜 16:00 - 18:55 （2014年4月1日 - ） - 青森県庁の広報番組『あおもり・ふぁん』を16:55 - 17:00に放送するために拡大。

## タイムテーブル
2018年5月時点でのデータを記載。

### 月曜 - 木曜
- 16:50 エフエム青森ニュース
- 16:55 あおもり・ふぁん
- 17:00 オープニング
- 17:12 天気予報
- 17:15 週間天気予報
- 17:20 情報コーナー
- 17:35 TRAFFIC REPORT
  - 2013年4月 - 2020年3月は、特別編成時を除けばFM青森で唯一放送される交通情報であった[4]。
- 17:44 インフォメーション青森
- 17:55 FM タウンウェイブ
- 18:00 天気予報
- 18:05 リクエスト
- 18:20 情報コーナー
- 18:30 曜日別コーナー
  - 月曜：JA共済 presents 備えるラジオ 家庭で減災防災対策
  - 火曜：mott!スポーツ!!
  - 木曜：スズキWeekend ene-CHARGE!
- 18:51 エンディング・天気予報

### 金曜
- 16:00 オープニング
- 16:05 いとく presents 今晩のおすすめメニュー
- 16:20 モット青函!ツイン・レディオ! - 北海道函館市にあるFMいるかとの2局同時生放送のコーナー。青森県と函館市の観光・イベント情報を隔週で伝える。
- 16:31 そふえ釣り情報
- 16:37 浅虫水族館に連れてって
- 16:46 BMWモトラッド ブルーフォーレスト 週末INFO!
- 16:55 あおもり・ふぁん
- 17:00 エフエム青森ニュース
- （この間は原則月曜 - 木曜と同じ編成）
- 18:41 RADIOジャンQ - 弘前市にあるエフエムアップルウェーブとの2局同時生放送のコーナー。毎週ひとつのお題を出し、リスナーがそのお題のどちら派であるのかのメッセージを両局で募集（エフエム青森の意見派は本番組へ、アップルウェーブの意見派は同局の『フライデーSMASH☆☆』へ投稿）。それぞれの局に寄せられたメッセージの数で勝敗を決める。『IT'S MY RADIO』からの引き継ぎコーナー。
- 18:51 エンディング・天気予報